# Překmit (teorie řízení)
Překmit v teorii řízení udává překročení výstupu (odezvy) nad jeho konečnou, ustálenou hodnotu. Vyjádřený procentuálně – relativní překmit κ, také přeregulování, je maximální hodnota minus ustálená hodnota vydělená ustálenou hodnotou. V případě, že je odezva jednotkový skok, je relativní překmit právě maximální hodnota odezvy minus jedna.
Relativní překmit souvisí s koeficientem tlumení (ζ) podle vztahu:
{\displaystyle \mathrm {\kappa } =100\exp \left({-{\frac {\zeta \pi }{\sqrt {1-\zeta ^{2}}}}}\right)}
Pro systém druhého řádu a odezvu jednotkový skok je přibližný procentuální překmit záporný přirozený logaritmus z koeficientu tlumení ζjakoy=-ln(koeficient tlumení). Lepší aproximace procentuálního překmitu je y= - 0,044 - 0,33757 * ln(tlumicí poměr).[zdroj?]